# Endeis clipeata
Endeis clipeata is een zeespin uit de familie Endeidae. De soort behoort tot het geslacht Endeis. Endeis clipeata werd in 1902 voor het eerst wetenschappelijk beschreven door Möbius. 